# Epimadiza nitida
Epimadiza nitida är en tvåvingeart som beskrevs av Lamb 1918. Epimadiza nitida ingår i släktet Epimadiza och familjen fritflugor. Inga underarter finns listade i Catalogue of Life.